# 洛西镇
洛西镇，是中华人民共和国广西壮族自治区河池市宜州区下辖的一个乡镇级行政单位。

## 行政区划
洛西镇下辖以下地区：
洛西社区、福田村、妙调村、六寨村、枫木村、三柏村、祥北村、和平村和洛富村。